# Kenchanatti, Chikodi
Kenchanatti là một làng thuộc tehsil Chikodi, huyện Belgaum, bang Karnataka, Ấn Độ.